# Mono Inc.
Mono Inc. – niemiecki zespół wykonujący rock gotycki powstały w roku 2000 w Hamburgu.

## Historia
Założycielami grupy Mono Inc. w roku 2000 byli Miky Mono (wokal, gitara basowa), Carl Fornia (gitara) i Martin Engler (instrumenty perkusyjne). Dołączenie w 2003 roku basisty Manuela Antoni'ego zbiegło się z emisją ich samodzielnie wydanego debiutanckiego albumu Head Under Water. W roku 2004 zespół nawiązuje współpracę z NoCut Entertainment i wydaje reedycję swego pierwszego albumu the album w nowej szacie graficznej, poprzedzony dwoma singlami: Burn Me oraz Superman. W trakcie nagrywania drugiego albumu zatytułowanego Temple Of The Torn w roku 2006, odchodzi Miky Mono i zostaje zastąpiony przez Englera na wokalu a perkusję obejmuje Katha Mia. Album ten ukazuje się ostatecznie w roku 2007. 
Trzeci album grupy Pain, Love & Poetry, zostaje wydany w roku 2008. Album zawiera trzy nowe wersje utworów z debiutanckiego Head Under Water i duet z Lisą Middelhauve z zespołu Xandria na singlu Teach Me to Love. Rok później, Mono Inc. publikuje swój czwarty album, Voices Of Doom.i odbywa duże tournée z zespołami Subway to Sally oraz ASP, grając ponad czterdzieści koncertów w Niemczech, Austrii oraz Szwajcarii. W roku 2010 zespół organizuje trasę "Voices Of Doom Tour" już jako samodzielna gwiazda. Tego samego roku w październiku ich były wokalista Miky Mono ginie w wypadku na paralotni. 
18 marca 2011, Mono Inc. wydaje swój piąty album Viva Hades. po tej publikacji zespół wyrusza na swe kolejne tournée "Viva Hades Tour", podczas którego występuje kolejny raz w Austrii oraz Szwajcarii, jak również gości na festiwalu M'era Luna oraz innych festiwalach. Po zmianie wytwórni na SPV / Rookies & Kings w sierpniu 2012, zespół wydaje szósty album, After The War, i wyrusza na "After the War Tour". Utwór From the Ashes wykonują na żywo podczas meczu bokserskiego w wadze cruiser 15 września 2012 roku pomiędzy Yoan Pablo Hernándezem and Troyem Rossem w Brose Arena w Bambergu.
Siódmy album Nimmermehr, ukazuje się 9 sierpnia 2013 roku i dociera na trzecie miejsce niemieckiej listy Offizielle Top 100 już w pierwszym tygodniu. W sierpniu 2014 roku, zespół publikuje swój ósmy album, dwupłytowy The Clock Ticks On 2004-2014. Pierwsza płyta, zatytułowana The Clock Ticks On jest szesnastościeżkową kompilacją "best of". Druga z kolei, zatytułowana Alive & Acoustic, jest szesnastościeżkową reedycją akustyczną. Utwory Gothic Queen oraz Twice In Life zostały wydane na zapowiadających album dwóch singlach, ten ostatni to jedyny nowy utwór skomponowany do tego albumu. Album promowały dwa kolejne tournée "The Clock Ticks On Tour" w 2014 roku i "Alive & Acoustic Tour" w 2015. W maju 2015, zespół wydaje swój dziewiąty album Terlingua, poprzedzony pięcioma singlami. Tradycyjnie wraz z publikacją nastąpiło kolejne tournée "Terlingua Tour".
W roku 2016 zespół po wydaniu płyty Live odbył tournée "Live Tour", a rok później odbyła się kolejna seria koncertów zatytułowana "Together Till The End Tour" związana z publikacją najnowszej płyty zatytułowanej Together Till The End. W nagraniach na tę płytę gościnny udział wzięli tacy artyści jak Tilo Wolff (Lacrimosa), Joachim Witt, Chris Harms (Lord Of The Lost) czy Ronan Harris (VNV Nation).
Zespół wystąpił w Polsce 14 lipca 2013 roku podczas dwudziestej edycji festiwalu Castle Party.

## Skład

### Obecni członkowie
- Martin Engler – wokal wiodący
- Manuel Antoni – gitara basowa i chórki
- Carl Fornia – gitara i chórki
- Katha Mia – instrumenty perkusyjne i chórki

### Byli członkowie
- Miky Mono – wokal wiodący i gitara basowa

## Dyskografia[9]

### Albumy
- 2003 – Head Under Water
- 2007 – Temple Of The Torn
- 2008 – Pain, Love & Poetry
- 2009 – Voices Of Doom
- 2011 – Viva Hades
- 2012 – After the War
- 2013 – Nimmermehr
- 2014 – The Clock Ticks On 2004–2014
- 2015 – Terlingua
- 2017 – Together Till The End
- 2018 – Welcome To Hell
- 2020 – The Book of Fire
- 2023 – Ravenblack

### Single
- Burn Me
- Superman
- Temple Of The Torn
- In My Heart
- Somberland
- This Is The Day
- Teach Me To Love
- Sleeping My Day Away
- Get Some Sleep
- Voices Of Doom
- Comedown
- Symphony Of Pain
- Revenge
- The Best Of You
- After The War
- Wave No Flag
- Arabia
- Heile, Heile Segen
- My Deal With God
- Kein Weg Zu Weit
- Gothic Queen
- Twice In Life
- Never-Ending Love Song
- Heiland
- Tag X
- An Klaren Tagen
- Chasing Cars

### Albumy live
- 2016 – Mono Inc. – Live

### EP'ki
- 2010 – Comedown
- 2011 – Revenge[10]
- 2012 – After The War
- 2013 – Fan EP
- 2013 – MMXII
- 2013 – Twice In Life: An Acoustic EP
- 2015 – Radio Mono Bonus EP
- 2015 – Heiland
- 2015 – An Klaren Tagen

### Teledyski
- 2007 – Temple of the Torn
- 2007 – In My Heart
- 2008 – Teach Me to Love
- 2008 – Sleep My Day Away
- 2008 – Get Some Sleep
- 2008 – This is the Day
- 2009 – Voices of Doom
- 2011 – Symphony of Pain
- 2011 – Best of You
- 2012 – Comedown
- 2012 – After the War
- 2012 – Arabia
- 2013 – My Deal With God
- 2013 – Kein Weg zu Weit (ft. Joachim Witt)
- 2014 – Twice in Life